# Pálava (odrůda révy vinné)

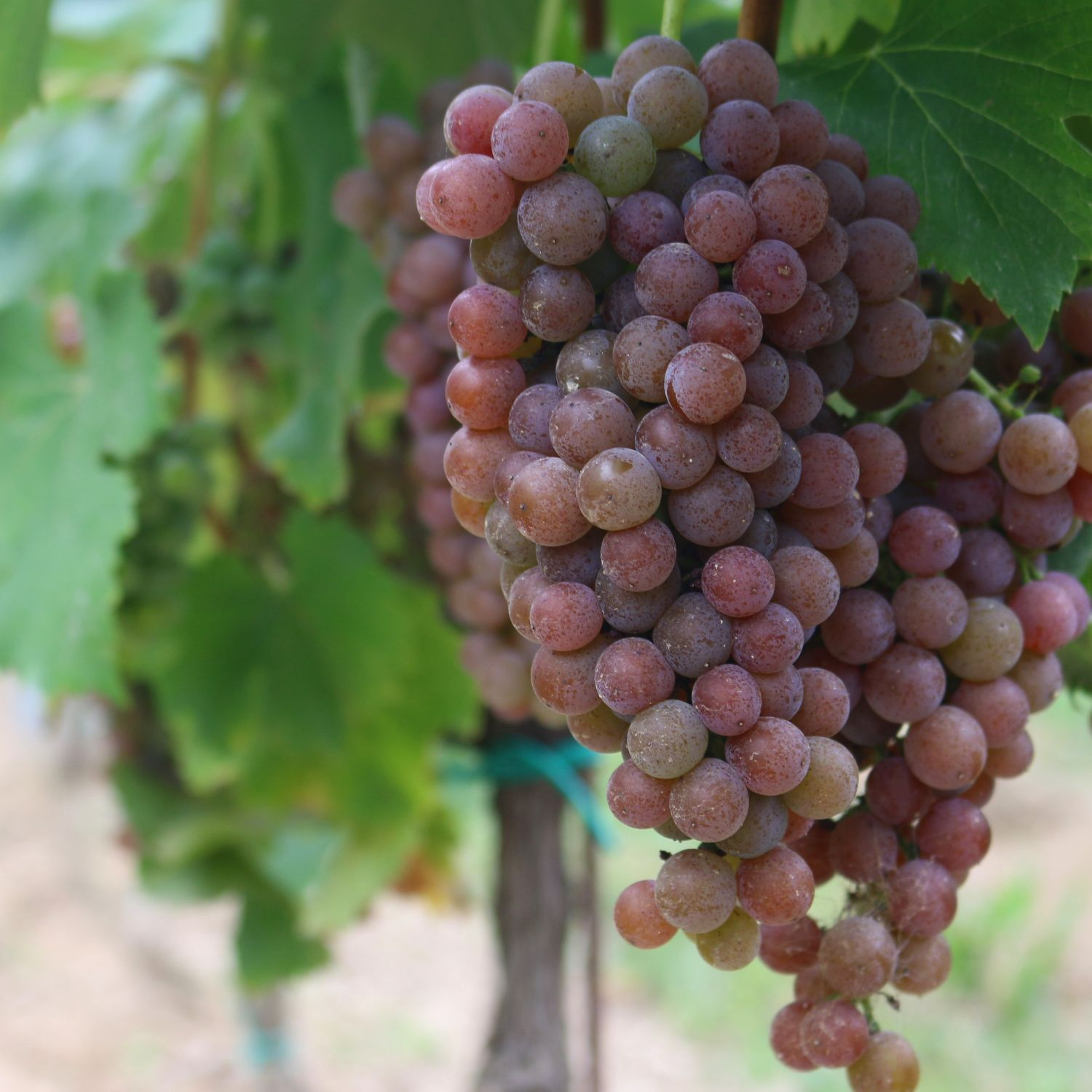
Hrozny odrůdy Pálava

Pálava (zkratka Pa) je moštová odrůda révy vinné (Vitis vinifera), určená k výrobě bílých vín, která vznikla křížením odrůd Tramín červený a Müller Thurgau. Odrůda byla (podobně jako odrůda Aurelius) vyšlechtěna Ing. Josefem Veverkou, který její šlechtění zahájil v roce 1953 ve Šlechtitelské stanici ve Velkých Pavlovicích a později v něm pokračoval v Perné.

## Popis
Réva vinná (Vitis vinifera) odrůda Pálava je jednodomá dřevitá pnoucí liána dorůstající v kultuře až několika metrů. Kmen tloušťky až několik centimetrů je pokryt světlou borkou, která se loupe v pruzích. Úponky umožňují této rostlině pnout se po pevných předmětech. Růst je středně bujný až bujný s polovzpřímenými letorosty. Včelka je zelená, ochlupení je výrazně bělavé, okraje jsou slabě načervenalé. Vrcholek letorostu je značně ochlupený až plstnatý, bělavý s karmínově červeným lemováním okrajů, letorost je převážně zelený se slabě karmínovým odstínem. Jednoleté réví je tmavohnědé, čárkované tečkované. Zimní pupeny jsou malé.
List je malý až středně velký, povrch čepele je neurčitě zvlněný, čepel je okrouhlá, tří- až pětilaločnatá se středně hlubokými horními bočními výkroji. Vrchní strana čepele listu je silně puchýřnatá, kožovitě vrásčitá, sytě zelené barvy, spodní strana listu je hustě ochlupená, řapík listu krátký až středně dlouhý, lehce narůžovělý, řapíkový výkroj je nejčastěji uzavřený bez průsvitu nebo s úzkým eliptickým průsvitem.
Oboupohlavní pětičetné květy v hroznovitých květenstvích jsou žlutozelené, samosprašné. Plodem je středně velká (13–15 mm, 1,1 g), kulatá až mírně oválná, světle červenošedá bobule, její slupka je pevná, dužnina bez zbarvení, šťavnatá, aromatická, s plnou, muškátovou vůní a kořenitou chutí. Semeno je hruškovité, středně velké, zobáček je středně dlouhý. Hrozen je středně velký (100–150 mm, 169 g), kónický, středně hustý, na bázi někdy s 1–2 křidélky, se středně dlouhou stopkou.

## Původ a rozšíření
Pálava je pozdní moštová odrůda vinné révy (Vitis vinifera), která vznikla křížením odrůd Tramín červený a Müller Thurgau a byla vyšlechtěna Ing. Josefem Veverkou. Josef Veverka zahájil šlechtění v roce 1953 ve Šlechtitelské stanici vinařské ve Velkých Pavlovicích, odkud však musel v roce 1959 z politických důvodů odejít. Ing. Veverka vybral semenáč č. 0104, který svými vlastnostmi vynikal nad ostatními. Klonové potomstvo tohoto semenáče bylo pak sledováno zejména ve Šlechtitelské stanici v Perné u Mikulova. Ze stejného šlechtění pochází i semenáč č. 2503, který byl později zapsán jako odrůda Medea.
Do Státní odrůdové knihy České republiky byla odrůda zapsána v roce 1977, je zapsána i v listině registrovaných odrůd na Slovensku. Výsadby této odrůdy jsou hlavně na jižní Moravě, v Mikulovské a Znojemské podoblasti, v obcích Perná, Lechovice, Hrušky a Čejkovice. Na Slovensku se dosud pěstuje jen ojediněle, převážně v Malokarpatské oblasti. Roku 1999 byla v ČR pěstována na 0,5 % a roku 2010 na 1,1 % veškeré plochy vinohradů (roku 2007 to bylo 124 hektarů). Průměrné stáří vinic této odrůdy roku 2010 činilo 13 let, odrůda je v současné době oblíbená a osazené plochy vinic mají rostoucí tendenci. Udržovateli odrůdy v ČR jsou Ampelos-Šlechtitelská stanice vinařská Znojmo, Ing. Alois Tománek, Ing. Miloš Michlovský a ŠSV Velké Pavlovice.

## Název

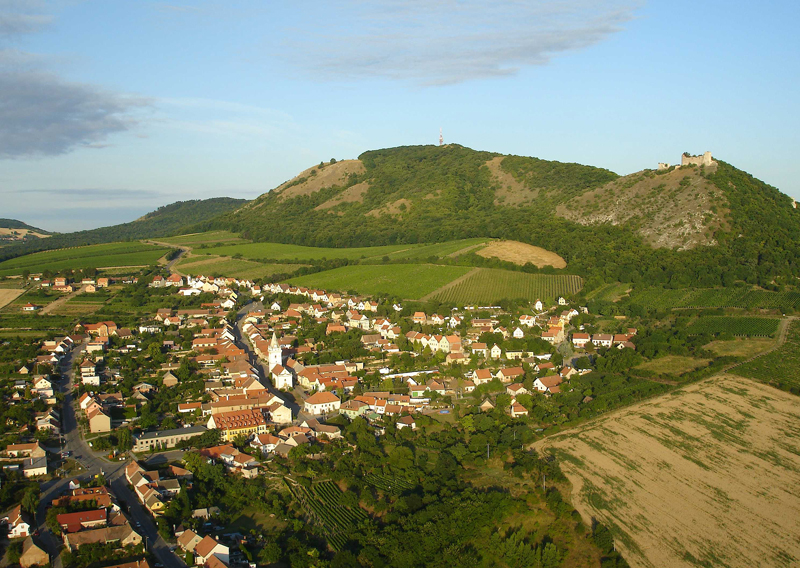
Pálava a Pavlov

Název odrůdy je odvozen od názvu Chráněné krajinné oblasti Pálava v Jihomoravském kraji. Původně byla odrůda zaregistrována bez diakritiky jako Palava a s tímto názvem byla i povolena Ministerstvem zemědělství a výživy. V průběhu odrůdových zkoušek v Bratislavě došlo k chybnému přepisu a osvědčení bylo vydáno s názvem Pálava a takto byla odrůda později zapsána do odrůdové knihy. Další, dříve používaná synonyma odrůdy jsou: Nema, Veverka, TČ x MT 0104.

## Pěstování
Réví pomaleji vyzrává. Proti zimním mrazům je odrůda průměrně odolná, pro rané rašení je ohrožována pozdními jarními mrazy. V méně příznivých podmínkách trpí vadnutím třapiny. Jsou doporučovány podnože K 5BB, na hlubších půdách je vhodnější SO-4 a T 5C. Nejvíce se pěstuje na rýnskohesenském vedení. Vhodné je rovněž vysoké vedení s řezem na tažně, se zatížením 8–10 oček na 1 m². Poskytuje větší a pravidelnější výnosy než Tramín červený. Průměrný výnos je 8–11 t/ha. cukernatost se pohybuje mezi 19 až 23 °NM. Hrozny se nechávají často přezrát za účelem přípravy vína v jakosti výběr z hroznů a výběr z bobulí. Hodnota kyselin ve víně činí 6 až 11 g/l, nízký obsah kyselin je hlavně v jižních rajónech. Pravidelnost výnosů je narušována jarními a zimními mrazy.

### Fenologie
Doba rašení oček je raná, v první polovině dubna (dříve, než Tramín červený), kvete středně pozdně, ve druhé dekádě června. Zaměkání začíná ve druhé polovině srpna, sklizňová zralost ve druhé dekádě října.

### Choroby a škůdci
Odrůda je náchylná na padlí révové (Uncinula necator), neboť keře jsou dosti husté (zálistky), ostatními houbovými chorobami je napadána průměrně. V ročnících s nepříznivým podzimním počasím hrozny napadá plíseň šedá (Botrytis cinerea). Odolnost proti škůdcům je v běžných mezích.

### Poloha a půdy
Na polohu má vyšší nároky, neboť dřevo pomaleji vyzrává. Vyhovují jí středně těžké, výživné, záhřevné půdy dostatečně zásobené vodou. Na suchých stanovištích bývají hrozny řídké, sklizně nižší a kolísavé. Patří do nejkvalitnějších, teplých a bezmrazových poloh na jižně exponované svahy.

## Víno
Pálava je vhodná pro výrobu jakostních a výběrových vín až po kategorie výběr z hroznů a bobulí. Protože se jedná o aromatickou odrůdu, je možno využít více technologických postupů zpracování hroznů. Lze zvolit přísně reduktivní technologii výroby za účelem dosažení svěžích, dobře pitelných vín (jakostní vína a nižší přívlastky). Lze také využít krátkodobé macerace rmutu za řízené teploty (vyšší přívlastky), čímž se uvolní větší množství aromatických látek a vína jsou mohutnější a plnější s výrazným aroma. V tomto případě je vhodné ponechat vyšší obsah zbytkového cukru, který zvýrazní aromatický charakter a chuťovou plnost. Výběrová vína jsou vhodná i na střednědobou archivaci.
Typový charakter vín je podobný vínům odrůdy Tramín červený, ale kořenitá plnost bývá nižší a naproti tomu acidita poněkud vyšší. Aciditu je každopádně nutné zachovat pro příjemné vyznění. Vína bývají obvykle zlatožluté barvy, ve vůni jsou aromatické látky Tramínu, tedy růží, doplněné o vanilkové tóny, chuť je plná, dlouhotrvající, jemnější harmonie než u Tramínu. Ve vůni a chuti můžeme hledat koření, muškát, vanilku, mandarinky.

### Stolování
Podává se podobně jako Tramín k silněji kořeněným jídlům, k paštikám, ke sladkým úpravám masa, k jemným ovčím či kozím sýrům, chipsům a olivám.

### Multimédia
- Ing. Radek Sotolář : Multimediální atlas podnožových, moštových a stolních odrůd révy, Mendelova zemědělská a lesnická universita Brno, zahradnická fakulta v Lednici
- Martin Šimek : Encyklopédie všemožnejch odrůd révy vinné z celýho světa s přihlédnutím k těm, co již ouplně vymizely, 2008-2012